# 1296 (szám)
Az 1296 (római számmal: MCCXCVI) az 1295 és 1297 között található természetes szám.

## A szám a matematikában
A szám a kettes számrendszerben 10100010000, a nyolcas számrendszerben 2420, a tizenhatos számrendszerben 510 alakban írható fel.
Az 1296 összetett szám, négyzetszám. Kanonikus alakja 24 · 34. Normálalakja 1,296 · 103.